# Loszár
A loszár (tibeti: ལོ་གསར་, wylie: lo-gsar, nepáli: ल्होसार) a tibeti kifejezés az újévre. A tibeti lo jelentése „év, kor”, a szár jelentése „új, friss”.  A loszár Tibet, Bhután egyik fontos fesztiválja, amelyet szintén ünnepelnek bizonyos kisebbségi csoportok  Nepálban és Indiában. A tibeti újév előtt ünneplik a Nyi Su Gu napot, amely az év utolsó éjszakáján van.
A loszár összesen 15 napig tart, amelyek közül a legfőbb ünnepségek az első három napon vannak. Az első napon készítik a csangkol nevű alkoholos italt (tibeti sör). A második nap a király ünnepe (gyalpo loszár). A loszárt hagyományosan megelőzi az ötnapos Vadzsrakílaja. Mivel az ujgurok átvették a kínai naptárt, és a mongolok és a tibetiek pedig az ujgur naptárt vették át, ezért a loszár közel esik vagy egybeesik a kínai és a mongol újév napjával, azonban a loszár egyedül tibeti hagyománya, amely időben megelőzi az indiai és a kínai behatásokat. Eredetileg a loszár ősi ünnepe kizárólag téli napfordulóra esett, csak a gelug iskola egyik korábbi vezetője változtatta meg a dátumot, hogy megegyezzen a kínai és a mongol újévvel.
A jolmó, a serpa, a tamang, a gurung, a bhutia, a monpa, a serdukpen emberek és más egyéb himalájai népek is ünneplik a loszárt, azonban a himalájai országoknak megvan a saját újévi ünnepük is. A loszárt ezen felül a világ különböző tájain is ünneplik a tibeti buddhizmus követői.

## Története

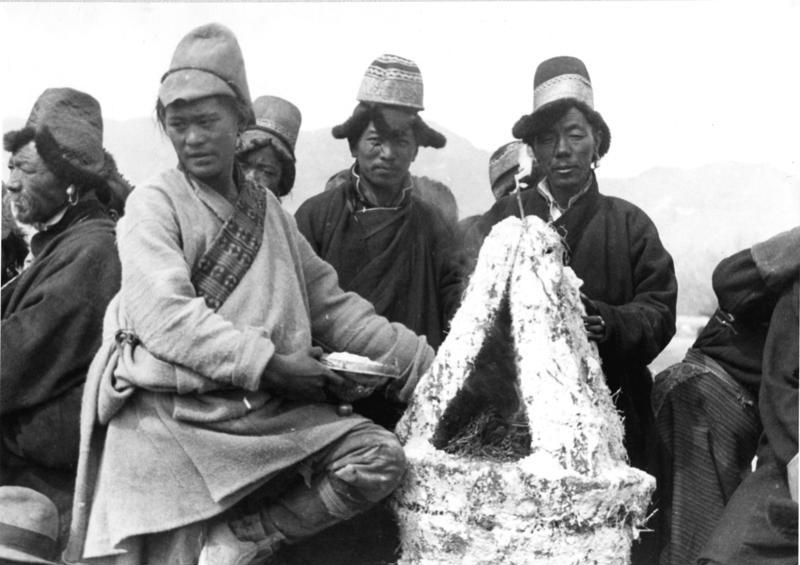
Loszár ünnep Lhászában (1938)

A loszár megünneplése megelőzi időben a buddhizmus tibeti megjelenését, és visszavezethető egészen a bon vallás korai időszakáig. Ebben a korai bon hagyományban minden télen spirituális ceremóniát rendeztek, amelyben az emberek nagy mennyiségű tömjént ajánlottak fel a helyi szellemek, istenségek és védelmezők lecsillapítása érdekében (tibeti: chos skyong szanszkrit: dharmapala). Ez a vallási fesztivál később egy évente megrendezésre kerülő buddhista fesztivállá alakult, amelyről úgy tartják, hogy a Jarlung-dinasztia királya, Pude Gungyal idejéből származik az eredete. Állítólag akkor kezdődött az ünnepség, amikor egy Belma nevű öregasszony ismertette a holdállást követő időmérést. Ez az ünnep a barackfa virágzásakor volt a Lhokha Jarla Sampo régióban ősszel. Ekkoriban fejlődtek ki Tibetben bizonyos művészeti alkotások, az öntözési rendszer, az ércből készült fémmegmunkálás és a hídépítés. A szertartások ezeket az újításokat voltak hivatottak megünnepelni, és ezeket tekintik a loszár ünnep elődjének.  ceremonies which were instituted to celebrate these new capabilities can be recognized as precursors of the Losar festival. Később, amikor az öt fizikai elemre alapozva bevezették a csillagászat alapjait, a földművesek ünnepe átalakult újévi fesztivállá, és ez ma a loszár.
A loszárt úgy is nevezik, hogy bal gyal lo.  A bal jelentése „Tibet”, a gyal jelentése „király”, a lo-é pedig „év”. A tibeti újévet az első király trónra kerülése óta ünneplik a tibetiek. Innen ererd a bal gyal lo kifejezés.
A 14. dalai láma (1998: p. 233) a következőképpen foglalta össze a necsung orákulummal történő értekezést loszárkor:
|  | „Már évszázadok óta a dalai láma és a kormány hagyományosan értekezik a necsunggal az újévi fesztiválok idején.” |
|  | |

## Hagyományok

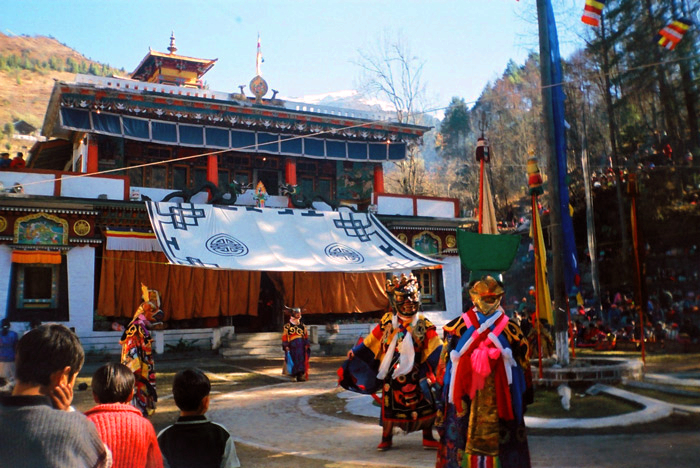
Gumpa tánc előadás Lacsung városban loszár ünnepkor

A tibeti naptár tizenkét hónapja közül a loszár ünnep az első hónap első napján kezdődik, ám a kolostorokban az ünneplések a 12. hónap 29. napján kezdődnek. Ez a tibeti szilveszter napja. Ezen a napon a kolostorok különleges szertartásokat végeznek a védelmező istenségekért (púdzsá) és felkészülnek a loszár ünneplésére. A hagyomány szerint ezen a napon különleges tésztalevest készítenek (guthuk) kilenc összetevőből, például szárított sajt és különböző gabonák. Különböző töltésű cipókat is készítenek, például csilis, sós és rizses, de akad köztük szenes és gyapjas is. A cipókba rejtett titkos töltések vicces megjegyzést jelentenek az ember személyiségével kapcsolatban. Ha például valaki csilit talál a cipójában, az azt jelenti, hogy az illető fecsegős. A fehér színű töltéseket (só, gyapjú, rizs) pozitív jelzésnek tekintik. A fekete szén jelentése erősen negatív.
Az év utolsó napja a kolostorokban a tisztálkodás napja és a készülődésé az újévre. Az épületekben felkerülnek a legszebb díszítések és gazdag felajánlásokat tesznek, amelyet úgy neveznek, hogy „láma loszár”. Hajnalban a Namgyal kolostor szerzetesei felajánlanak a Palden Lhamo védelmező istenség részére egy áldozati tortát (tibeti: tor ma) a főtemplom tetején. A dalai láma vezetésével, a három nagy kolostor apátjai, a lámák, a reinkarnálódott tanítók, avagy tulkuk, a hivatalnokok és más tiszteletbeli méltóságok összegyűlnek az ünnepségre és együtt imádkoznak, közben a Namgyal kolostor szerzetesei recitálják a Palden Lhamo-nak szóló könyörgést. A szertartás végén átvonulnak a „szamszara és nirvána kitűnősége” elnevezésű terembe, ahol a hagyományos tasi delek üdvözléssel köszöntik egymást, amelynek jelentése „kedvező jóllét”. A dalai lámának pirított árpakapszulát (tibeti: ril bu) kínálnak újévi jókívánság gyanánt, majd jókívánsági táncokat adnak elő tánccsoportok. Ezután két idősebb szerzetes buddhista filozófiai vitát folytat a színpadon, amelynek végén az erre az alkalomra írt szerencsehozó szöveget szavalják. Felkérik a dalai lámát és a tan minden hordozóját, hogy sokáig maradjanak a szamszárában (létforgatag), hogy megvilágosodott tanítóként sokáig segíthessék az érző lények életét.
Az ünnep második napját úgy nevezik, hogy a király loszárja (gyalpo loszár), ugyanis hivatalosan ez a világi gyülekezet ünnepe. A dalai láma és a kormánya üdvözli az egyházi és a világi méltóságokat. A harmadik naptól kezdve a világi és az egyházi emberek mind megkezdik az ünneplést, amely Tibet sok részén legalább tizenöt napig tart. Indiában (elsősorban a buddhisták által sűrűbben lakott államokban, mint Arunácsal Prades, Szikkim, Himácsal Prades, valamint a kasmíri Ladak régió) mindez csupán három napot jelent, de vannak más országok is, ahol a loszár csupán egynapos.
A világ egyéb tájain a tibeti buddhisták körében a háromnapos loszár ünnepekor üdvözlik egymást az emberek, együtt mondanak imádságokat és egyéb rendezvényeket tartanak, ahol együtt lehetnek.

## Dátumai
A tibeti naptár egy szolunáris naptár.  A loszárt az első holdhónap elsőtől harmadik napjáig ünneplik.
| Gergely-naptár szerinti év | A Rabdzsung 60 éves ciklusa szerinti év | Tibeti év | Loszár dátum*** | Neme, eleme és állata      |
| -------------------------- | --------------------------------------- | --------- | --------------- | -------------------------- |
| 2008                       | rab byung 17 lo 22                      | 2135      | Február 7.      | Férfi föld egér/patkány**  |
| 2009                       | rab byung 17 lo 23                      | 2136      | Február 25.     | Nő föld ökör               |
| 2010                       | rab byung 17 lo 24                      | 2137      | Február 14.     | Férfi vas tigris           |
| 2011                       | rab byung 17 lo 25                      | 2138      | Március 5.      | Nő vas mezei nyúl/nyúl**   |
| 2012                       | rab byung 17 lo 26                      | 2139      | Február 22.     | Férfi víz sárkány          |
| 2013                       | rab byung 17 lo 27                      | 2140      | Február 11.     | Nő víz kígyó               |
| 2014                       | rab byung 17 lo 28                      | 2141      | Március 2.      | Férfi fa ló                |
| 2015                       | rab byung 17 lo 29                      | 2142      | Február 18/19.  | Nő fa birka/kecske**       |
| 2016                       | rab byung 17 lo 30                      | 2143      | Február 9.      | Férfi tűz majom            |
| 2017                       | rab byung 17 lo 31                      | 2144      | Február 27.     | Nő tűz madár/kakas**       |
| 2018                       | rab byung 17 lo 32                      | 2145      | Február 16.     | Férfi föld Dog             |
| 2019                       | rab byung 17 lo 33                      | 2146      | Február 5.      | Nő föld disznó/vaddisznó** |
| 2020                       | rab byung 17 lo 34                      | 2147      | Február 24.     | Férfi vas egér/patkány**   |

* megjegyzés: a rabdzsung (wylie: rab byung) a tibeti naptár 60 éves ciklusa, amelyet 1027-ben kezdtek, és jelenleg tart a 17. ciklusa.
** megjegyzés: ezen évek neveinek többféle fordítása létezik.
*** megjegyzés: egyes nemzetközi közösségek többé-kevésbé ugyanakkor ünneplik a loszárt, mint Ázsiában. Például, egy olyan évben, amikor a loszár február 1-jén kezdődik az ázsiai időzónákban, az Egyesült Államokban ez eshet január 31-re is. A loszár ünneplése három napig tart.